# Čestný doktorát
Čestný doktor (lat. doctor honoris causa, zkratka dr. h. c. uváděná za jménem a oddělena od něj čárkou) je čestný akademický titul, který je udělován bez studia a skládání zkoušek (honorary degree). Často jej uděluje akademická instituce (nejčastěji univerzita či jiná vysoká škola), kterou příslušná osobnost nestudovala ani na ní jinak nepůsobila – nemá tedy spojitost s formálně dosaženým studiem, respektive vzděláním (kvalifikací). Udělením titulu čestného doktora se většinou oceňují významné zásluhy určité osobnosti v určitém oboru vědy či umění, zásluhy o mír, určitý stát, rozvoj vztahů mezi státy, zásluhy na poli ochrany lidských práv, zásluhy, kterými daná osobnost dosáhla i zahraničního ohlasu apod. Udělení titulu může být provedeno slavnostním akademickým obřadem – promocí, titul bývá často udělen při příležitosti návštěvy instituce danou osobností. Dnes se tedy de facto jedná o uznání, určité ocenění zásluh dané osobnosti určitou institucí.
Některé instituce čestné tituly (honoris causa) – čestné doktoráty (ale třeba i čestné profesury atp.) – dokonce prodávají, resp. udělují je za stanovený finanční příspěvek pro danou instituci.
Zkratka dr. h. c. mult. (z lat. doctor honoris causa multiplex) znamená, že dotyčný je držitelem více čestných doktorátů. Například bývalý československý a český prezident Václav Havel obdržel 46 čestných doktorátů.

## Zápis
Jediná v minulosti[kdy?] kodifikovaná forma zápisu zkratky tohoto titulu je dr. h. c. (tedy s malým d a s mezerami po dr. i h.), pokračuje-li věta dále, píše se za tímto titulem čárka, jelikož jde (vzhledem k uvedené osobě) o apoziční vztah (přístavek).
- Tento čestný titul je v Česku „akademický“ v tom smyslu, že je většinou udílen akademickou institucí (podrobné podmínky udělení mohou být upraveny vnitřním předpisem dané vysoké školy, např. pokynem rektora), a v dnešní době se dá i zakoupit.[pozn. 1] Nejedná se však o akademický titul ve smyslu práva, resp. vysokoškolského zákona – ten čestný doktorát ani zkratku vůbec nezmiňuje;[6] obecná zkratka tohoto titulu se tak tvoří dle českého úzu – tradice, zvyklosti z minulosti. Doktorát je „čestný“, tedy neznačí doktorské vzdělání dotyčného, není v současnosti ani zmíněn zákonem (či jeho zkratka), nelze jej tedy např. zapsat do občanského průkazu atp.
- V jiných státech (Německo, USA) může být ustálená forma zápisu zkratky jiná. Např. prof. Dr. Dr. h.c. mult. Ludwig Maximilian Eichinger, ředitel Institutu pro německý jazyk v Mannheimu, nebo Staatsminister a.D. Dr. h.c. mult. Hans Zehetmair, předseda Rady pro německý pravopis.
- Na Slovensku se jedná o čestný akademický titul ve zkratce Dr.h.c., který je kodifikován tamějším vysokoškolským zákonem.[7]